# ジャスコシティ豊橋
ジャスコシティ豊橋（ジャスコシティとよはし）は、かつて愛知県豊橋市に存在し、イオン株式会社が管理運営していたショッピングセンターである。
核テナントのジャスコ豊橋店と専門店街で構成されていた。
同店が存在した敷地には、現在バロー豊橋店が営業している（ジャスコシティ豊橋が入居していた建物は、閉店後に取り壊された）。

## 概要
1979年4月5日に開店。
2006年2月12日に閉店。

### 沿革
- 1979年4月5日 - 開店[1]。
- 1990年4月 - 大型活性化[1]。
- 1998年7月18日- 増床・改装開店[1]。
- 2005年11月28日 - 2006年2月に閉店すると発表[2]。
- 2006年2月12日 - 閉店[3]。

## 主要テナント

### 1階
- スナップス
- ホルン
- ホワイト急便ララジャスコ豊橋店
- 磯田園製茶
- ボンとらや
- グルメドール
- 花ぐるめ
- 寿司丸忠
- 松美屋食料品店
- レインボーハット
- スガキヤ豊橋ジャスコ1F店
- 得得
- マクドナルド豊橋ジャスコ店
- ミスタードーナツ豊橋東ショップ
- アイセロ興産（株）不動産情報センター

### 2階
- スガキヤ豊橋ジャスコ2F店
- 未来屋書店
- ナムコランド
- コックス
- アダルト・ペグ
- 鈴丹
- ほていや
- ダイソー
- ブロードウェイジャパン
- メガネの愛眼
- ツルカメジュエリー
- ワシントン靴店
- OS
- 鈴屋

## 交通アクセス

### 鉄道
- JR東海・名古屋鉄道 豊橋駅、豊橋鉄道東田本線駅前停留場（自動車で8分）
- 豊橋鉄道渥美線柳生橋駅下車。（徒歩約5分）

### 路線バス
- 豊鉄バス柳生橋バス停下車。（徒歩約5分）

## 周辺のイオングループの店舗
- 豊橋南ショッピングセンター - 豊橋市内におけるイオンショッピングセンターの後継店舗
- ジャスコ田原店（現・イオン田原店）
- イオンモール浜松志都呂
- イオンタウン豊橋橋良
- マックスバリュ豊橋南店